# シュガー島 (ミシガン州)
シュガー島 (シュガーとう、英: Sugar Island) はアメリカ合衆国ミシガン州にある島。アメリカ合衆国とカナダのオンタリオ州との境界部を流れるセントマリー川内にある。全域でチッペワ郡のシュガーアイランド郡区を構成する。面積は128 km2で、2000年の調査では人口683人。
島はジョージ湖とニコレット湖との間に位置しており、南にはニービッシュ島やセントジョゼフ島がある。島南端の東にはパイン島がある。
アメリカとカナダとの間の国境線問題の一つとなっていたこの島は1842年のウェブスター＝アッシュバートン条約でアメリカ領と確認された。